# Eleição municipal de Anápolis em 2008
A eleição municipal da cidade brasileira de Anápolis em 2008 ocorreu em 5 de outubro e 26 de outubro. O prefeito titular era Pedro Sahium do PP. O prefeito eleito foi Antônio Gomide do PT, vencendo Onaide Santillo do PMDB.

## Candidatos
|  | Nº | Candidato(a) a prefeito | Candidato(a) a prefeito                              | Candidato(a) a vice-prefeito | Candidato(a) a vice-prefeito                        | Coligação |
|  | -- | ----------------------- | ---------------------------------------------------- | ---------------------------- | --------------------------------------------------- | --- |
|  | 13 |                         | Antônio Gomide (PT) Antônio Roberto Otoni Gomide     |                              | João Gomes (PT) João Batista Gomes Pinto            | Sem nome - Partido dos Trabalhadores (PT) - Partido Comunista do Brasil (PCdoB) - Partido Social Cristão (PSC) |
|  | 14 |                         | Frei Valdair (PTB) Valdair de Jesus Costa            |                              | Joaquim Amarildo (DEM) Joaquim Amarildo de Oliveira | Unidos por Anápolis - Partido Trabalhista Brasileiro (PTB) - Democratas (DEM) - Partido Social Liberal (PSL) - Partido Democrático Trabalhista (PDT) - Partido Renovador Trabalhista Brasileiro (PRTB) - Partido Socialista Brasileiro (PSB) |
|  | 15 |                         | Onaide Santillo (PMDB) Onaide Silva Santillo         |                              | Zé Caixeta (PMDB) José Vitor Caixeta Ramos          | Anápolis Hoje e no Futuro - Partido do Movimento Democrático Brasileiro (PMDB) - Partido Trabalhista Cristão (PTC) |
|  | 22 |                         | Marisa Espíndola (PR) Marisa Mota da Silva Espíndola |                              | Pastor Braga (PR) José Raimundo Silva Braga         | Sem coligação - Partido da República (PR) |
|  | 44 |                         | Josmar Mouragas (PRP) Josmar dos Santos Moura        |                              | Dr. Romero (PRP) Moisés de Carvalho Romero          | Sem coligação - Partido Republicano Progressista (PRP) |
|  | 45 |                         | Ridoval Darci (PSDB) Ridoval Darci Chiareloto        |                              | Reverendo Sílvio (PSDB) Sílvio de Araújo Lobo       | Por uma Nova Anápolis - Partido da Social Democracia Brasileira (PSDB) - Partido Social Democrata Cristão (PSDC) - Partido Humanista da Solidariedade (PHS) - Partido da Mobilização Nacional (PMN) - Partido Trabalhista Nacional (PTN) - Partido Trabalhista do Brasil (PTdoB) - Partido Republicano Brasileiro (PRB) - Partido Popular Socialista (PPS) - Partido Verde (PV) |
|  | 50 |                         | Elber Sampaio (PSOL) Elber Sampaio                   |                              | Alessandra Campos (PSTU) Alessandra Campos da Costa | Frente Popular por Anápolis - Partido Socialismo e Liberdade (PSOL) - Partido Socialista dos Trabalhadores Unificado (PSTU) |

## Resultados da eleição para prefeito
| Candidato(a)            | Vice                     | 1º Turno 5 de outubro de 2008 | 1º Turno 5 de outubro de 2008 | 2º Turno 26 de outubro de 2008 | 2º Turno 26 de outubro de 2008 |
| Candidato(a)            | Vice                     | Votação                       | Votação                       | Votação                        | Votação                        |
| Candidato(a)            | Vice                     | Total                         | Porcentagem                   | Total                          | Porcentagem                    |
| ----------------------- | ------------------------ | ----------------------------- | ----------------------------- | ------------------------------ | ------------------------------ |
| Antônio Gomide (PT)     | João Gomes (PT)          | 72.513                        | 42,83%                        | 122.245                        | 75,63%                         |
| Onaide Santillo (PMDB)  | Zé Caixeta (PMDB)        | 34.737                        | 20,52%                        | 39.394                         | 24,37%                         |
| Ridoval Darci (PSDB)    | Reverendo Sílvio (PSDB)  | 34.255                        | 20,23%                        | Não participaram               | Não participaram               |
| Frei Valdair (PTB)      | Joaquim Amarildo (DEM)   | 21.422                        | 12,65%                        | Não participaram               | Não participaram               |
| Marisa Espíndola (PR)   | Pastor Braga (PR)        | 4.204                         | 2,48%                         | Não participaram               | Não participaram               |
| Josmar Mouragas (PRP)   | Dr. Romero (PRP)         | 1.452                         | 0,86%                         | Não participaram               | Não participaram               |
| Elber Sampaio (PSOL)    | Alessandra Campos (PSTU) | 709                           | 0,42%                         | Não participaram               | Não participaram               |
| Total de votos válidos  | Total de votos válidos   | 169.292                       | 100,00%                       | 161.639                        | 100,00%                        |
| Votos apurados          |                          |                               |                               |                                |                                |
| Votos válidos           | Votos válidos            | 169.292                       | 93,54%                        | 161.639                        | 94,45%                         |
| Votos em branco         | Votos em branco          | 4.339                         | 2,40%                         | 3.264                          | 1,91%                          |
| Votos nulos             | Votos nulos              | 7.357                         | 4,06%                         | 6.230                          | 3,64%                          |
| Total de votos apurados | Total de votos apurados  | 180.988                       | 100,00%                       | 171.133                        | 100,00%                        |
| Eleitores               |                          |                               |                               |                                |                                |
| Comparecimento          | Comparecimento           | 180.988                       | 83,36%                        | 171.133                        | 78,82%                         |
| Abstenções              | Abstenções               | 36.139                        | 16,64%                        | 45.994                         | 21,18%                         |
| Total de eleitores      | Total de eleitores       | 217.127                       | 100,00%                       | 217.127                        | 100,00%                        |
| Total de seções: 621    |                          |                               |                               |                                |                                |